# SV Oberelchingen 1930
A equipe de basquetebol do SV Oberelchingen 1930, antigamente também como Scanplus Baskets Elchingen por motivos de patrocinadores, é o departamento do clube baseado em Elchingen, Alemanha que atualmente disputa a 2.Bundesliga ProB, correspondente à terceira divisão do país. Manda seus jogos no Brühlhalle Elchingen com capacidade para 1.400 espectadores.

## Histórico de Temporadas
| Temporada | Nível | Liga           | Pos. | Resultado         |
| --------- | ----- | -------------- | ---- | ----------------- |
| 2006-07   | 4     | Regionalliga   | 8º   |                   |
| 2007-08   | 5     | 2.Regionalliga |      |                   |
| 2008-09   | 5     | 2.Regionalliga | 2º   | Promovido         |
| 2009-10   | 4     | Regionalliga   | 13º  |                   |
| 2010-11   | 4     | Regionalliga   | 12º  | Rebaixado         |
| 2011-12   | 5     | 2.Regionalliga | 7º   |                   |
| 2012-13   | 5     | 2.Regionalliga | 2º   |                   |
| 2013-14   | 5     | 2.Regionalliga | 2º   | Promovido         |
| 2014–15   | 4     | Regionalliga   | 1º   | Promovido campeão |
| 2015–16   | 3     | ProB           | 7º   | Quartas de finais |
| 2016–17   | 3     | ProB           | 3º   | Semifinalista     |
| 2017-18   | 3     | ProB           | 1    | Promovidocampeão  |
| 2018-19   | 3     | ProB           | 5º   |                   |
| 2019-20   | 3     | ProB           | 1º   |                   |

## Títulos

### 2.Bundesliga ProB
- Campeão (1):2017-18

### Regionalliga Sul-Oeste
- Campeão (1):2014-15

### 2.Regionalliga Sudeste-Sul
- Finalista (3):2008-09,2012-13, 2013-14